# Decarthrocerus jeanneli
Decarthrocerus jeanneli är en skalbaggsart som beskrevs av Armand D'Orchymont 1948. Decarthrocerus jeanneli ingår i släktet Decarthrocerus och familjen vattenbrynsbaggar. Inga underarter finns listade i Catalogue of Life.